# Thesium ericaefolium
Thesium ericaefolium är en sandelträdsväxtart som beskrevs av A. Dc.. Thesium ericaefolium ingår i släktet spindelörter, och familjen sandelträdsväxter. Inga underarter finns listade i Catalogue of Life.